# 贺猛
贺猛，又译贺蒙、洪孟等，是缅甸掸邦朗科縣朗科镇区下辖的一个城镇。

## 地理
贺猛位于山区，距离莱兰山东北约15公里，距离泰国湄宏順府边界以西约5.7公里。

## 历史
由于该镇地处薩爾溫江东边，交通不便，使得缅甸国防军势力难以介入。自1985年以来，众多的掸邦反叛集团将该镇作为大本营，如1996年以前的孟泰军、掸邦民族军和南掸邦军。同时，该镇也成为了一个毒品贩运枢纽。